# Escudo del Bierzo
El escudo del Bierzo fue aprobado en una sesión del Consejo Comarcal de El Bierzo celebrada el 14 de abril de 2000, como elemento integrado en la bandera de esta comarca. El informe encargado por dicha institución al historiador cacabelense José Antonio Balboa de Paz no encontró documentos que probaran la existencia de un escudo de la comarca de El Bierzo en períodos anteriores. Por ese motivo, el autor propone el diseño del escudo finalmente aprobado, que tiene la siguiente descripción heráldica o blasonamiento: 

"De gules, una cruz griega de oro, con un alfa y una omega de lo mismo pendientes de su travesaño, que es la Cruz de Peñalba; bordura componada de ocho compones, de plata cargados de una hoja de vid de sínople, y de azur cargados de dos martillos de oro puestos en sotuer.

Al timbre, corona real, forrada de gules, cerrada, que es un círculo de oro, engastado de piedras preciosas, compuesto de ocho florones de hojas de acanto, visibles cinco, interpoladas de perlas y de cada una de sus hojas salen cinco diademas sumadas de perlas que convergen en un mundo azur, con el semimeridiano y el ecuador de oro, sumado de cruz de oro".

El elemento más importante del escudo es la cruz de Peñalba, que simboliza la relación de El Bierzo con el Camino de Santiago, representada de oro (amarillo o dorado heráldico) en un campo de gules (fondo rojo). Enmarcando el campo de gules figura una bordura componada. Las borduras son las piezas honorables que rodean el interior de los escudos por todos sus lados. Los compones son cuadrados con sus esmaltes alternados que cubren el fondo de cualquier pieza o mueble de un blasón. La bordura del escudo de El Bierzo cuenta con ocho compones: cuatro de plata (color blanco o gris), en los que figura una hoja de vid de sinople (color verde) como símbolo de la agricultura berciana, que también aparece en los escudos de los municipios de Arganza, Cacabelos, y Priaranza del Bierzo, en el Bierzo Bajo. Y cuatro de azur (color azul), con dos martillos puestos en sotuer (colocados en forma de aspa) representando la minería. Símbolos mineros también se encuentran en los escudos de los municipios de Fabero, Igüeña, Páramo del Sil y Torre del Bierzo, en el Bierzo Alto.
En el timbre del escudo aparece representada la corona real de España, cerrada con ocho diademas, cinco a la vista. 
El escudo aparece situado en el centro de la bandera de El Bierzo.
También el diseño del escudo fue objeto de varias polémicas, criticándose el diseño y su coste. Se presentó una variante como alternativa que contaba con dos vieiras en los compones centrales de los laterales, simbolizando el recorrido del Camino de Santiago que cruza El Bierzo de Este a Oeste. Esta alternativa también presentaba pequeñas diferencias en el color y la corona.